# Servigroup
Hoteles Servigroup es una cadena de hoteles de playa fundada en 1969 que cuenta con 18 establecimientos. En la actualidad se encuentra entre las mayores 30 empresas hoteleras según su facturación y número de establecimientos y habitaciones.

## Historia
La Historia de Hoteles Servigroup se inicia en 1969, cuando su fundador José Mª Caballé, se establece en Benidorm, una zona turística que en aquellos años se presentaba con muchas posibilidades, para crear una nueva compañía. La primera sociedad fue Servihotel, hoy en día central de compras y administración del grupo. Posteriormente con la compra de terrenos y la adquisición y construcción de nuevos hoteles, se fue formando lo que actualmente es"Hoteles Servigroup".
En la actualidad está presente en las mayores ferias internacionales de Turismo como WTM de Londres, además de ser patrocinador oficial de grandes equipos deportivos como el BM Servigroup Benidorm , el Peñiscola Fútbol Sala y el Club de Baloncesto Benidorm.